# The Morning After
El thrash metal (o simplemente thrash) es el subgénero más agresivo y tan fuerte del heavy metal que se caracteriza específicamente por sus ritmos pesados similares al metal extremo, NWOBHM, biker metal, speed metal, y hardcore punk en agresividad y contundencia.
The Morning After es el tercer álbum de estudio de la banda Thrash metal Tankard, lanzado en septiembre de 1988.Fue relanzado en 2011 en conjunto con The Meaning of Life.

## Canciones
1. "Intro" - 0:28
2. "Commandments" - 2:52
3. "Shit-Faced" - 4:03
4. "TV Hero" - 6:01
5. "F.U.N." - 3:12
6. "Try Again" (Spermbirds cover) - 3:42
7. "The Morning After" - 4:26
8. "Desperation" - 4:36
9. "Feed the Lohocla" - 3:59
10. "Help Yourself" - 5:03
11. "Mon Cheri" - 0:48
12. "Outro" - 0:29

## Créditos
- Andreas ¨Gerre¨ Geremia- Vocales
- Frank Thorwarth- Bajo
- Andy Bulgaropulos- Guitarra
- Axel Katzmann- Guitarra
- Oliver Werner- Batería